# Зинов'єв Сергій Олегович
Сергій Олегович Зинов'єв (рос. Сергей Олегович Зиновьев; 4 березня 1980, м. Прокоп'євськ, СРСР) — російський хокеїст, центральний нападник. Виступає за «Салават Юлаєв» (Уфа) у Континентальній хокейній лізі. Заслужений майстер спорту Росії (2009). 
Вихованець хокейної школи «Металург» (Новокузнецьк). Виступав за «Металург» (Новокузнецьк), «Локомотив» (Ярославль), «Спартак» (Москва), «Ак Барс» (Казань), «Бостон Брюїнс», «Провіденс Брюїнс» (АХЛ), «Динамо» (Москва).
В чемпіонатах НХЛ — 10 матчів (0+1).
У складі національної збірної Росії учасник зимових Олімпійських ігор 2010 (4 матча, 0+2), учасник чемпіонатів світу 2003, 2005, 2007, 2008, 2009 і 2011 (49 матчів, 10+26). У складі молодіжної збірної Росії учасник чемпіонату світу 2000.
Досягнення
- Чемпіон світу (2008, 2009), бронзовий призер (2005, 2007)
- Чемпіон Росії (2000, 2006), срібний призер (2007), бронзовий призер (2000, 2004, 2005)
- Володар Кубка Гагаріна (2011)
- Володар Кубка європейських чемпіонів (2007)
- Вололар Кубка Шпенглера (2008)
- Володар Континентального кубка (2008)
- Учасник матчу усіх зірок КХЛ (2010).

Нагороди
- Нагороджений медаллю ордена «За заслуги перед Вітчизною» (II ступеня) (2009)[1].